# 挾間町朴木
挾間町朴木（はさままちほおのき）とは、大分県由布市内の大字。郵便番号は879-5525。

## 地理
由布市の中北部に位置する。大分川支流の由布川の中上流部、右岸に当たる。中山間地帯であり、由布川の流れによって形成された景勝地「由布川峡谷」で知られる。
庄内町小挾間、挾間町内成、挾間町時松、挾間町鬼瀬、挾間町田代、挾間町赤野と接する。別府市（東山）と市境を形成する。

## 歴史
- 1954年10月1日 - 大分郡挾間村・谷村・石城川村・由布川村が合併し、挾間村が成立。（大分郡挾間村）
- 1955年4月1日 - 町制施行し、挾間町となる。（大分郡挾間町大字朴木）
- 2005年10月1日 - 挾間町・庄内町・湯布院町で新設合併、市政施行で由布市が成立。大字表記および、小字、番地の「の」が廃止される。（由布市挾間町朴木）[3]。

## 小・中学校の学区
市立小・中学校に通う場合、学区は以下の通りとなる。
| 町名       | 小学校               | 中学校             |
| ---------- | -------------------- | ------------------ |
| 挾間町朴木 | 由布市立由布川小学校 | 由布市立挾間中学校 |

## 交通

### バス
由布市が運営するコミュニティバスが運行している。

### 道路
- 大分県道52号別府庄内線
- 大分県道601号小挾間大分線

## 施設
- 由布川峡谷
- 旧由布市立朴木小学校跡